# Byzantijnse architectuur

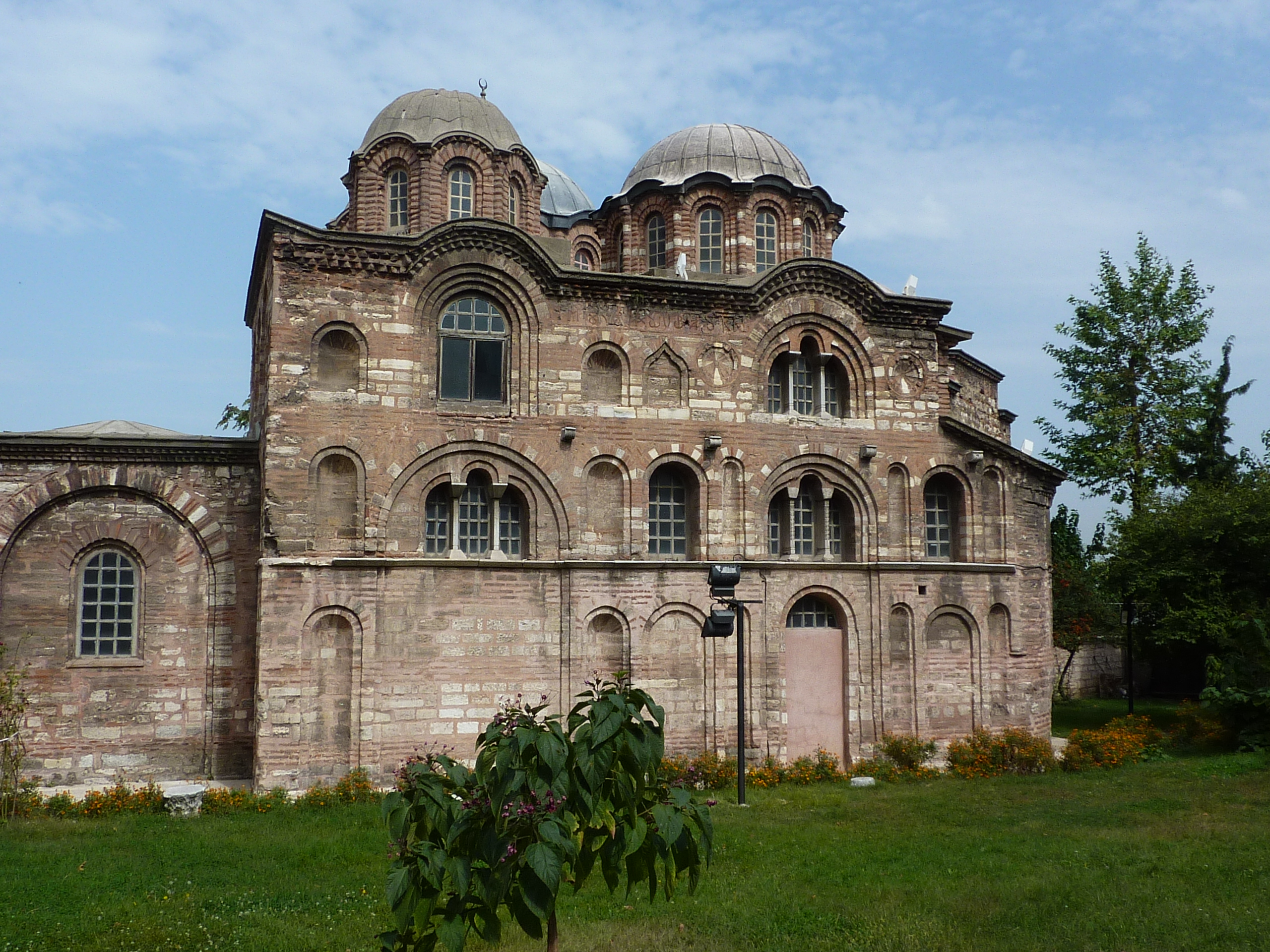
De Pammakaristoskerk in Istanbul

De Byzantijnse architectuur omvat de architectuur uit het Byzantijnse Rijk. Het Byzantijnse Rijk, ook bekend als het Oost-Romeinse Rijk, ontstond na de Val van Rome in het begin van de vijfde eeuw. De bouwwerken die vanaf die tijd in het rijk werden gemaakt, worden Byzantijns genoemd. Het is in eerste instantie een voortzetting van laat-Romeinse christelijke architectuur maar ontwikkelt zich al snel tot een nieuwe beeldentaal die los staat van de orthogonale zuilenstructuur van de klassieke oudheid. Deze nieuwe architectuur, die een grote invloed zou hebben in de vorming van vrijwel alle Orthodoxe kerkarchitectuur, onderscheidt zich van westerse stromingen door een gul gebruik van koepels en ronde gevels.
In 1453 met de Val van Constantinopel hield het rijk op te bestaan. De meeste bouwmeesters bleven echter actief binnen het rijk en werden door de nieuwe heersers aangesteld om nieuwe kerken en moskeeën te bouwen voor de Armeense en islamitische bevolking. Deze bouwwerken vertonen in vormentaal en bouwwijze veel gelijkenis met de Byzantijnse architectuur. Tot ver in de 19e eeuw zou een belangrijk deel van de architecten in het Ottomaanse Rijk bestaan uit etnische Grieken.
In de 18e en 19e eeuw ontstond er onder Europese architecten, als onderdeel van het oriëntalisme, steeds meer bewondering voor traditionele bouwstijlen en technieken. Dit begon met de erkenning van historische architectuur als waardevol en ontwikkelde zich al snel in verschillende richtingen zoals de arts-and-craftsbeweging. Belangrijke technische vernieuwers als Viollet le Duc raakten gefascineerd door koepels als die van de Hagia Sophia in Constantinopel en droomden ervan om vergelijkbare overspanningen te bereiken in staal.
Tegenwoordig leeft de stijl nog enigszins voort in neo-Orthodoxe en neo-Ottomaanse gebedshuizen, voornamelijk in West-Europa, de Balkan, Turkije, Centraal-Azië en de Kaukasus.

## Enkele belangrijke bouwwerken
Dit is een kleine selectie, er zijn relatief veel Byzantijnse bouwwerken bewaard gebleven.
| Naam                               | Plaats                    | Soort gebouw | Bouwperiode | Opdrachtgever                                            |
| ---------------------------------- | ------------------------- | ------------ | ----------- | -------------------------------------------------------- |
| Groot paleis van Constantinopel    | Istanboel, Turkije        | Paleis       | 330 -       | Constantijn de Grote                                     |
| Muren van Constantinopel           | Istanboel, Turkije        | Stadsmuur    | 412         | Theodosius II                                            |
| Stoudiosklooster                   | Istanboel, Turkije        | Klooster     | 462         |                                                          |
| Kerk van Maria                     | Efeze, Turkije            | Kerkgebouw   | ca. 431     | Theodosius II                                            |
| Qalat Siman                        | Syrië                     | Martyrium    | 476 - 492   | Zeno van Byzantium                                       |
| Kerk van Petra                     | Petra, Jordanië           | Kerkgebouw   | 5e eeuw     |                                                          |
| Kathedraal van Bosra               | Bosra, Syrië              | Kerkgebouw   | 512         |                                                          |
| Basiliek van San Vitale            | Ravenna, Italië           | Kerkgebouw   | 526 - 547   | Bouw gestart door de Ostrogoten onder bisschop Ecclesius |
| Geboortekerk                       | Bethlehem, Palestina      | Kerkgebouw   | 529 -       | Justinianus I                                            |
| Sint-Nicolaaskerk                  | Demre, Turkije            | Kerkgebouw   | ca. 530     | Justinianus I                                            |
| Herdenkingskerk van Mozes          | Neboberg, Jordanië        | Kerkgebouw   | 531         |                                                          |
| Basilica Cisterne                  | Istanboel, Turkije        | Cisterne     | 532 - 542   | Justinianus I                                            |
| Hagia Sophia                       | Istanboel, Turkije        | Kerkgebouw   | 532 - 537   | Justinianus I                                            |
| Katharinaklooster                  | Sinaïwoestijn, Egypte     | Klooster     | 548 - 565   | Justinianus I                                            |
| Chorakerk                          | Istanboel, Turkije        | Kerkgebouw   | 550         | Justinianus I                                            |
| Basiliek van Butrint               | Butrint, Albanië          | Kerkgebouw   | 6 e eeuw    |                                                          |
| Hagios Demetrios                   | Thessaloniki, Griekenland | Kerkgebouw   | 629 - 634   |                                                          |
| Kathedraal van Santa Maria Assunta | Torcello, Italië          | Kerkgebouw   | 639 -       |                                                          |
| Pammakaristoskerk                  | Istanboel, Turkije        | Kerkgebouw   | 12e eeuw    |                                                          |